# Bernard Morel (Theologe)
Bernard Morel (* 17. Juli 1921 in Valentigney; † 29. April 1996 anderes Datum 28. April 1996 in Genf) war ein Schweizer evangelischer Geistlicher und Hochschullehrer.

## Leben

### Familie
Bernard Morel war der Sohn von Ferdinand Morel (* 26. Januar 1888 in Moutier; † 5. August 1957 in Giétroz in der Gemeinde Finhaut), Psychiater und Direktor der psychiatrischen Klinik Bel-Air in Genf (heute Belle-Idée), das zum Hôpitaux universitaires de Genève gehört, und dessen französische Ehefrau Mathilde (* 9. Dezember 1895 in Valentigney; † 11. Dezember 1990 in Veyrier), Tochter des Pfarrers Pierre Dieterlen (1855–1910).
Seit 1947 war er mit Nicole Valentine Elisabeth, Tochter von Philippe Ferdinand Emilien Deymié, verheiratet.

### Werdegang
Nach einem Theologiestudium während des Zweiten Weltkriegs an der Universität Genf wurde Bernard Morel 1948 ordiniert und war als Pfarrer in Frankreich tätig, bevor er ab 1957 in Genf in den Pfarreien Saint-Gervais, Saint-Pierre, Les Pâquis und Champel wirkte; in Saint-Pierre folgte er Daniel Buscarlet.
Er promovierte 1959 mit seiner Dissertation Le signe sacré zum Dr. theol. und 1976 mit Méthode et religion essai sur la méthodologie ouverte et l'experience de la transcendance zum Dr. phil.
1965 wurde er, als Nachfolger von Henri D’Espine, Dozent für praktische Theologie und Apologetik an der Universität Genf.

### Geistliche und berufliches Wirken
Bernard Morel war der Präsident des Rats der Dozenten, später dann die Dozentenvereinigung der Universität Genf (A. P. U. G.). Er publizierte mehrere Bücher, unter anderem 1976 L'autre et l'intime und 1993 sein letztes Werk Dieu n'existe pas, il l'a toujours dit...
Er versuchte die Welt der Wissenschaften und den christlichen Glauben mittels Wissenschaft und Technik einander näherzubringen, indem er insbesondere Daten aus der Kybernetik verwendete; hierbei wurde er unter anderem von dem Mathematiker und Philosophen Ferdinand Gonseth inspiriert.

## Mitgliedschaften
- Bernard Morel war Mitglied der Schweizerischen Theologischen Gesellschaft, der unter anderem auch der römisch-katholische Geistliche Gabriel Bullet angehörte.[8]

## Schriften (Auswahl)
- Le signe sacré: essai sur le sacrement comme signal et information de Dieu. Paris: Flammarion, 1959.
- Bernard Morel; Stéphane Lupasco: Dialectiques du mystère. Paris: Ed. du vieux colombier, 1962.
- Cybernétique et transcendance. Paris 1964.
- Méthode et religion essai sur la méthodologie ouverte et l'experience de la transcendance. Lausanne: Age d'Homme, 1976.
- L'autre et l'intime. Lausanne: L'age d'homme, 1976.
- Dieu n'existe pas, il l'a toujours dit Texte imprimé.  Lausanne: l'Âge d'homme 1993.